# TV Guía
TV Guía era una revista chilena, de publicación semanal, publicada entre 1965 y 1966, dedicada a entregar la programación de los canales de televisión abierta. Además, presentaba entrevistas y segmentos de chismes sobre el mundo del espectáculo y la televisión. Presentaba también pósteres en sus páginas centrales, sentando el precedente para revistas de la misma temática aparecidas en Chile en las próximas décadas, como TV-Grama y TVyNovelas.
TV Guía inició la era de las revistas de televisión y espectáculos en Chile, siendo la primera publicación de este tipo en la prensa nacional. Todo esto aun cuando ningún canal de televisión abierta tenía cobertura fuera de Santiago (en el caso de los canales 9 y 13) o Valparaíso (en el caso del canal 8).

## Historia
La primera edición de la revista TV Guía salió a las calles el 20 de agosto de 1965. En su portada, aparecía la modelo y cantante popular chilena, Bambi (María Eugenia Holtheuer), y al interior aparecían, luego de varias entrevistas y secciones de chismes, la programación de los 3 canales de televisión abierta existentes en Chile en ese entonces:Canal 13 de la Universidad Católica de Chile,  Canal 9 de la Universidad de Chile, y Canal 8 de la Universidad Católica de Valparaíso (que en ese entonces tenía solo cobertura en el puerto y no en Santiago).
El logotipo de TV Guía era bastante similar al utilizado en aquellos años por la revista estadounidense TV Guide.
La última edición de TV Guía apareció el 4 de noviembre de 1966, en la cual aparecieron las programaciones de televisión abierta para esa semana.